# Parafia św. Błażeja w Januszkowicach
Parafia Świętego Błażeja w Januszkowicach – rzymskokatolicka parafia dekanatu Leśnica. Parafia została erygowana 29 czerwca 1936 r. Jej obecnym proboszczem jest ks. Jan Cichoń. Mieści się przy ulicy Kościelnej.